# Двоеборье на чемпионате мира по лыжным видам спорта 2015 — нормальный трамплин (командное первенство)
Командные соревнования по двоеборью прошли 22 февраля. Соревнования проходили на нормальном трамплине (HS100), лыжная часть прошла в форме эстафеты: четыре этапа по пять километров каждый. В соревнованиях приняло участие 10 сборных. 
Победу одержала команда Германии. Норвежцы были пятыми после прыжков, но в гонке поднялись на второе место.

## Медалисты
| Золото                                                                     | Серебро                                                                    | Бронза                                                                        |
| Германия · Тино Эдельман · Эрик Френцель · Фабиан Риссле · Йоханнес Ридцек | Норвегия · Магнус Моан · Ховард Клеметсен · Микко Коксльен · Йорген Гробак | Франция · Франсуа Бро · Себастьен Лакруа · Максим Лаэрт · Джейсон Лами-Шаппюи |

## Результаты

### Прыжки с трамплина
| Место | Номер | Страна                                                                        | Дистанция (м)       | Очки                          | Время отставания |
| ----- | ----- | ----------------------------------------------------------------------------- | ------------------- | ----------------------------- | ---------------- |
| 1     | 9     | Германия · Тино Эдельман · Фабиан Риссле · Йоханнес Ридцек · Эрик Френцель    | 93.5 97.0 92.5      | 448.3 112.5 109.1 117.0 109.7 |                  |
| 2     | 6     | Япония · Тайхэй Като · Хидэаки Нагай · Акито Ватабэ · Ёсито Ватабэ            | 93.5 94.0 99.5 90.5 | 445.5 107.8 110.7 121.0 106.0 | +0:04            |
| 3     | 7     | Франция · Франсуа Бро · Себастьен Лакруа · Максим Лаэрт · Джейсон Лами-Шаппюи | 96.5 90.5 92.0 97.5 | 438.1 116.4 101.1 105.0 115.6 | +0:14            |
| 4     | 8     | Австрия · Бернхард Грубер · Филипп Ортер · Зепп Шнайдер · Лукас Клапфер       | 93.0 93.5 94.0 86.0 | 427.6 112.2 107.2 111.3 96.9  | +0:28            |
| 5     | 10    | Норвегия · Йорген Гробак · Микко Коксльен · Магнус Моан · Ховард Клеметсен    | 90.5 91.0 101.0     | 427.5 106.4 102.1 99.6 119.4  | +0:28            |
| 6     | 5     | Италия · Самуэль Коста · Лукас Рунггальдьер · Армин Бауэр · Алессандро Питтин | 92.5 84.5 85.0 87.5 | 383.4 108.3 92.8 90.3 92.0    | +1:27            |
| 7     | 3     | Чехия · Петр Кутал · Лукаш Рипл · Мирослав Дворжак · Томаш Портак             | 87.5 80.5 90.0      | 376.0 94.2 77.6 102.8 101.4   | +1:36            |
| 8     | 4     | США · Билл Демонг · Адам Лумис · Тэйлор Флетчер · Брайан Флетчер              | 87.0 83.5 90.0 89.0 | 374.0 95.1 91.1 98.8 89.0     | +1:39            |
| 9     | 2     | Финляндия · Лееви Мутро · Ээту Вяхясёуринки · Джим Хертулль · Илкка Херола    | 89.5 83.0 87.0 83.0 | 364.8 99.1 87.2 93.9 84.6     | +1:51            |
| 10    | 1     | Эстония · Каил Пихо · Карл-Аугуст Тиирмаа · Кристьян Илвес · Хан-Хендрик Пихо | 83.0 91.0 74.0      | 348.4 85.8 100.9 99.8 61.9    | +2:13            |

### Лыжная эстафета 4х5км
| Место | Номер | Страна                                                                        | Гандикап | Время                                   | Отставание |
| ----- | ----- | ----------------------------------------------------------------------------- | -------- | --------------------------------------- | ---------- |
| 1     | 1     | Германия · Тино Эдельман · Эрик Френцель · Фабиан Риссле · Йоханнес Ридзек    | 0:00     | 44:20.7 11:08.9 11:03.5 10:57.1 11:11.2 | -          |
| 2     | 5     | Норвегия · Магнус Моан · Ховард Клеметсен · Микко Коксльен · Йорген Гробак    | 0:28     | 44:43.8 10:45.3 11:17.0 10:45.9 11:27.6 | +23.1      |
| 3     | 3     | Франция · Франсуа Бро · Себастьен Лакруа · Максим Лаэрт · Джейсон Лами-Шаппюи | 0:14     | 45:00.3 11:03.5 11:15.2 10:52.6 11:35.0 | +39.6      |
| 4     | 6     | Италия · Армин Бауэр · Лукас Рунггальдьер · Самуэль Коста · Алессандро Питтин | 1:27     | 45:30.8 11:02.8 10:56.5 11:12.6 10:51.9 | +1:10.1    |
| 5     | 4     | Австрия · Филипп Ортер · Лукас Клапфер · Бернхард Грубер · Зепп Шнайдер       | 0:28     | 45:31.2 11:01.4 11:11.8 11:01.2 11:48.8 | +1:10.5    |
| 6     | 2     | Япония · Тайхэй Като · Ёсито Ватабэ · Хидэаки Нагай · Акито Ватабэ            | 0:04     | 45:32.2 11:17.0 11:27.6 11:20.7 11:22.9 | +1:11.5    |
| 7     | 8     | США · Брайан Флетчер · Тэйлор Флетчер · Адам Лумис · Билл Демонг              | 1:39     | 46:58.5 10:54.9 10.52.7 11:19.2 12:12.7 | +2:37.8    |
| 8     | 7     | Чехия · Томаш Портак · Петр Кутал · Лукаш Рипл · Мирослав Дворжак             | 1:36     | 48:07.1 11:38.1 11:37.4 11:38.5 11:37.1 | +3:46.4    |
| 9     | 9     | Финляндия · Лееви Мутро · Ээту Вяхясёуринки · Илкка Херола · Джим Хертулль    | 1:51     | 48:28.7 11:46.2 11:48.1 11:23.1 11:40.3 | +4:08.0    |
| 10    | 10    | Эстония · Каил Пихо · Кристьян Илвес · Карл-Аугуст Тийрмаа · Хан-Хендрик Пихо | 2:13     | 49:46.5 11:24.4 11:47.3 12:11.1 12:10.7 | +5:25.8    |